# NGC 4529
NGC 4529 is een spiraalvormig sterrenstelsel in het sterrenbeeld Hoofdhaar. Het hemelobject werd op 12 maart 1784 ontdekt door de Duits-Britse astronoom William Herschel.

## Synoniemen
- UGC 7697
- MCG 3-32-64
- ZWG 99.85
- KUG 1230+204
- PGC 41639